# Elasmias kitaiwojimanum
Elasmias kitaiwojimanum es una especie de molusco gasterópodo de la familia Achatinellidae en el orden de los Stylommatophora.

## Distribución geográfica
Es  endémica del Japón.